# Certificado 18
O certificado de 18 é emitido pela British Board of Film Classification (BBFC), ao afirmar que, um filme, gravação de vídeo, ou jogo não deve ser visto em um cinema ou comprado por uma pessoa com menos de 18 anos de idade.
O certificado 18 foi criado em 1982 como o sucessor do anterior certificado de X, que por sua vez era o sucessor do certificado H. As razões típicas para restringir filmes para a categoria incluem cenas de uso de drogas abusivas, horror sobrenatural, sexo explícito, violência sádica, violência sexual, tortura, mutilação e suicídio.